# Песке, Александр Иванович
Алекса́ндр Ива́нович Пе́ске (1810 — не ранее 1888) — архитектор и художник, академик Императорской Академии художеств.

## Биография
Родился в 1810 году в Подольской губернии — сын могилёвского уездного архитектора. По вероисповеданию — лютеранин.
Учился в Подольской гимназии в Виннице (впоследствии известная как Каменец-Подольская мужская гимназия) и Харьковском университете. Далее учился в Императорской академии искусств, как вольноприходящий учащийся (1832—1833) и как казённокоштный студент (1833—1836). Получил медали Академии художеств: малая серебряная (1834), большая серебряная медаль (1835), малая золотая медаль (1836) за «проект училища правоведения». Выпущен из академии с аттестатом 1-й степени (1836). В мае 1841 года присвоено звание «назначенного в академики», а в декабре того же года — звание академика за «проект Императорского лицея на 250 человек».
Архитектор Петергофского дворцового правления (c 1836).
Работа в Казани в строительной комиссии по восстановлению города (1843) после пожара 1842. Городской архитектор Казани (1846—1856). Разработал проект костела в Казани (1855).
Губернский архитектор Волынской губернии (1857—1860).
Разработал проект Новоплановского моста в Каменце-Подольском (1864). Далее он работал губернским архитектором в Пензенской губернии.
Будучи областным архитектором Бессарабской области (1868—1876), кроме надзора в уездных городах Бессарабии по выполненным младшими техниками работами (с проверкой смет и технических расчетов по ним), участвовал ещё в обустройстве Кишинёвского окружного суда.
В 1871 году опубликовал в Кишиневе тиражом 400 экземпляров сочинение «О стиле и характере ассирийско художественных произведений, вновь открытых в окрестностях могул, Хорзабада и Куюнджика на левом берегу р. Тигр; О стиле мидо-персидского зодчества» (Кишинев : тип. Бессараб. обл. правл., ценз. 1870. — 18, 10 с.).
Известные постройки А. И. Песке: комплекс Казанской духовной академии и Сенная мечеть в Казани.
Кроме архитектуры занимался в пейзажной живописью (был учеником М. Н. Воробьева).
Умер не ранее 1888 года.